# Kauczuk
Kauczuk – ogólna nazwa dla materiałów wykazujących zarazem elastyczne, jak i lepkie własności.

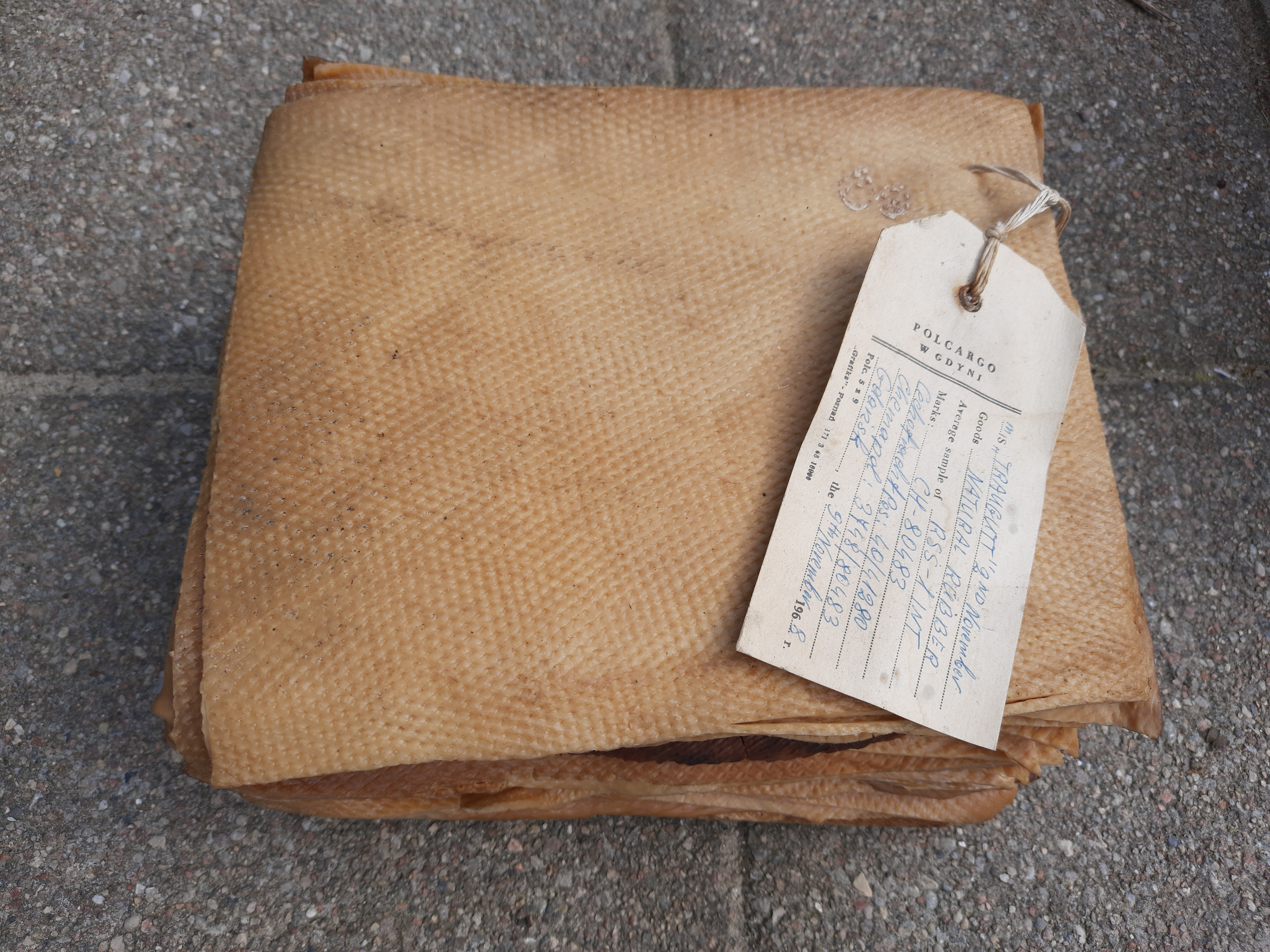
Płaty kauczuku naturalnego

Kauczuki są w olbrzymiej większości materiałami zbudowanymi z długich, przypadkowo splątanych z sobą cząsteczek polimerów, które nie wykazują tendencji do krystalizacji. Podobnie jak w zwykłej cieczy, cząsteczki te mogą się wzajemnie przemieszczać, ale ich ruch jest ograniczony wzajemnym splątaniem. Splątanie tworzy rodzaj luźnej sieci, która pod wpływem rozciągania lub ściskania może ulegać łatwemu i odwracalnemu odkształceniu, ale w przypadku działania odpowiednio dużych sił ścinających materiał zaczyna płynąć w efekcie zrywania (rozplątywania) się węzłów luźnej sieci. W efekcie kauczuki charakteryzują się własnościami elastycznymi, przy zachowaniu ograniczonej zdolności do płynięcia.
Stanowią one półprodukt do otrzymywania gumy w wyniku wulkanizacji, czyli trwałego chemicznego sieciowania cząsteczek tworzących kauczuk.
Kauczuki dzieli się na naturalne i syntetyczne.
- Kauczuk naturalny – substancja otrzymywana z soku mlecznego (lateksu) roślin kauczukodajnych – drzew, krzewów lub roślin zielnych.
- Kauczuk syntetyczny – ogólna nazwa wszystkich kauczuków otrzymywanych na drodze syntezy chemicznej.

## Wulkanizacja kauczuku
Poza swą niezwykłą wartością gospodarczą, surowy kauczuk przyniósł inne niewymierne korzyści kilku osobom. Joseph Priestley (znany przede wszystkim jako odkrywca tlenu) nadał mu nazwę „rubber” (popularna angielska nazwa kauczuku), gdy zauważył w 1770 jak użytecznym materiałem jest kauczuk do wycierania śladów po ołówku (ang. rub out – wycierać, wymazywać). W 1823 szkocki chemik Charles Macintosh (1766–1843) zapisał w historii swe nazwisko (chociaż powszechnie pisane z pewnym błędem) dzięki wynalezieniu „mackintosha” – przeciwdeszczowego płaszcza wykonanego z tkaniny, w której warstwa kauczukowa znajdowała się między warstwami innego (ubraniowego) materiału.
Charles Goodyear (1800–1860) z Filadelfii, handlujący wyrobami żelaznymi, zapoczątkował światu „epokę” kauczuku. Szukając metody wyeliminowania jego lepkości w stanie gorącym i twardości na zimno – Goodyear zmieszał kauczuk z siarką, a następnie podgrzał go. Rezultat przerósł oczekiwania. Otrzymany materiał posiadał odpowiednią gęstość, trwałość, a jednocześnie zachowywał elastyczność i ciągliwość kauczuku niepoddanego takiemu zabiegowi. Proces ten nazywany jest wulkanizacją. Wulkanizowany kauczuk (znany pod potoczną nazwą – guma) znalazł wiele zastosowań, takich jak np. pasy transmisyjne, węże gumowe, zawory, izolacje przewodów elektrycznych, a w okresie późniejszym wykazał swą największą przydatność do produkcji wypełnionych powietrzem opon dla wszelkich pojazdów. Pod koniec XIX w. Michelin we Francji, Dunlop w Anglii i Goodrich w USA skupili całość produkcji opon samochodowych na świecie.

## Słabe i mocne strony
Mocne strony
- doskonała sprężystość (szczególnie w zakresie niskich temperatur)
- doskonałe tłumienie drgań (mała histereza)
- doskonałe właściwości sprężyste
- doskonałe właściwości elektroizolacyjne
- stosunkowo dobra odporność na działanie alkoholi, estrów, glikoli, ketonów
- wydzielanie małych ilości ciepła przy obciążeniach dynamicznych

Ograniczenia
- bardzo mała odporność na działanie niepolarnych rozpuszczalników
- brak dobrej odporności na ścieranie
- nie wykazuje szczególnej odporności na działanie ognia
- umiarkowana odporność na działanie czynników atmosferycznych oraz ozonu[1]